# Péter Kelemen (Skispringer)
Péter Kelemen (geboren am 6. Februar 1999) ist ein derzeit nicht aktiver ungarischer Skispringer.

## Werdegang
Péter Kelemen trat ab 2014 in ersten Wettkämpfen unter dem Dach der Fédération Internationale de Ski an. Sein Debüt im FIS Cup gab er am 21. Februar 2014 mit einem 39. Platz in Râșnov.
Er nahm an dem Europäischen Olympischen Winter-Jugendfestival 2015 in Tschagguns teil und sprang im Einzelwettkampf von der Normalschanze auf den 50. Rang. Bei den Nordischen Junioren-Skiweltmeisterschaften 2015 in Almaty erreichte er in dem gleichen Wettbewerb den 64. Rang, bei den Nordischen Skiweltmeisterschaften 2015 in Falun scheiterte er als Letzter in der Qualifikation.
Seit einigen weiteren Teilnahmen am FIS Cup im Spätsommer 2015 trat Kelemen zu keinen Wettbewerben der Fédération Internationale de Ski mehr an. 